# Media Indonesia
Media Indonesia – indonezyjski dziennik należący do przedsiębiorstwa Media Group. Jest trzecią co do wielkości gazetą w kraju.
Gazeta została zapoczątkowana w 1970 roku, a jej założycielem jest Teuku Yousli Syah. Nakład „Media Indonesia” wynosi 200 tys. egzemplarzy (stan na 2004 rok). 
Obok pisma funkcjonuje także pokrewny serwis internetowy mediaindonesia.com. W grudniu 2020 r. była to 108. strona WWW w kraju pod względem popularności (według danych Alexa Internet). 